# Municipio de Wayne (condado de Mercer)
El municipio de Wayne (en inglés: Wayne Township) es un municipio ubicado en el condado de Mercer en el estado estadounidense de Ohio. En el año 2010 tenía una población de 11 habitantes y una densidad poblacional de 17,85 personas por km².

## Geografía
El municipio de Wayne se encuentra ubicado en las coordenadas 40°34′14″N 84°31′44″O / 40.57056, -84.52889. Según la Oficina del Censo de los Estados Unidos, el municipio tiene una superficie total de 0.62 km², de la cual 0,6 km² corresponden a tierra firme y (2,52 %) 0,02 km² es agua.

## Demografía
Según el censo de 2010, había 11 personas residiendo en el municipio de Wayne. La densidad de población era de 17,85 hab./km². De los 11 habitantes, el municipio de Wayne estaba compuesto por el 100 % blancos. Del total de la población el 0 % eran hispanos o latinos de cualquier raza.